# Malżyn
Malżyn – wieś w Polsce położona w województwie świętokrzyskim, w powiecie opatowskim, w gminie Lipnik.
| SIMC    | Nazwa   | Rodzaj    |
| ------- | ------- | --------- |
| 0797381 | Maręcin | część wsi |

W latach 1975–1998 miejscowość administracyjnie należała do województwa tarnobrzeskiego.

## Historia
W wieku XIX miejscowość została opisana jako: Malżyn – wieś w powiecie sandomierskim, gminie Lipnik, parafii Malice, odległość 20 wiorst od Sandomierza.
W roku 1880 Malżyn posiadał 12 domów, 86 mieszkańców, gruntów 604 mórg ziemi folwarcznej (należącej do Stopkowa); 129 mórg ziemi włościańskiej.
W 1827 r. było r. 23 domów, 110 mieszkańców. W XV w. dziedzictwo Jana herbu Topór, należy do parafii Goźlice. 
Kmiecie i zagrodnicy płacą dziesięcinę do Szydłowa a folwark do Goźlic.